# Мёрсак
Мёрса́к (фр. Meursac) — коммуна во Франции, находится в регионе Пуату — Шаранта. Департамент коммуны — Шаранта Приморская. Входит в состав кантона Жемозак. Округ коммуны — Сент.
Код INSEE коммуны — 17232.

## Население
Население коммуны на 2010 год составляло 1400 человек.
| 1962 | 1968 | 1975 | 1982 | 1990 | 1999 | 2010 |
| ---- | ---- | ---- | ---- | ---- | ---- | ---- |
| 1037 | 975  | 916  | 909  | 922  | 1015 | 1400 |